# Сесар Вайехо
Сесар Абрахам Вайехо Мендоса (на испански: César Abraham Vallejo Mendoza) е перуански поет, смятан за един от големите новатори в поезията на 20 век.

## Биография
Роден е като последното от 11 деца в семейството в Сантяго де Чуко, отдалечено село в перуанските Анди. Учи в университета в Трухильо, като на няколко пъти е принуден да прекъсва образованието си и да работи в захарна плантация. Завършва испанска литература през 1915 г.
След дипломирането си Вайехо се премества в Лима, където води бохемски живот и се запознава с влиятелни леви интелектуалци. Работи като частен учител и редовен преподавател. След като публикува първата си стихосбирка „Los Heraldos Negros“ през 1918 г., е сполетян от поредица нещастия. Първо губи работата си, след като отказва да се ожени за жена, с която е имал връзка. По-късно негова любовница умира при несполучлив аборт, към който той я е подтикнал. През 1920 г. умира майка му, а при завръщането му в Сантяго де Чуко е затворен за 105 дни заради участие в скандал.
През 1922 г. Сесар Вайехо публикува нова стихосбирка („Trilce“), но отново е уволнен и през 1923 г. заминава за Европа. Живее в Париж до смъртта си през 1938 г.